# ملعب أرسنال

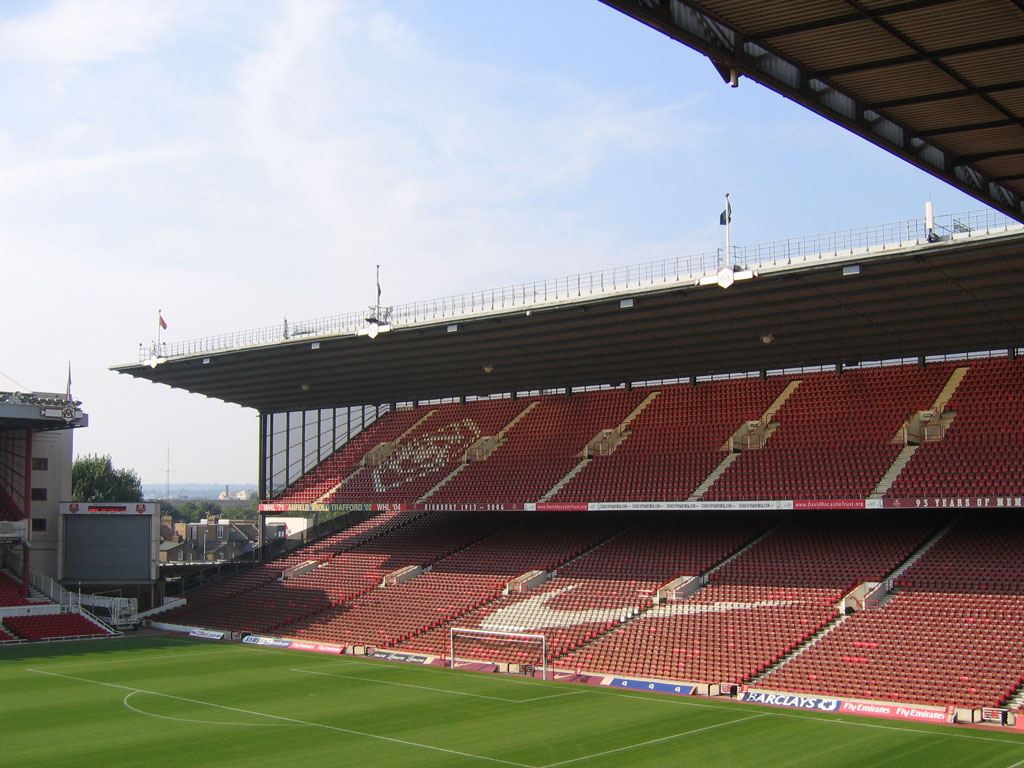
ملعب هايبري من الداخل

ملعب آرسنال هو ملعب كرة قدم سابق لنادي آرسنال الإنجليزي حيث كانوا يقيموا على أرضه مبارياتهم في الفترة ما بين 6 سبتمبر 1913 و7 مايو 2006. كان يُعرف بـ هايبري (بالإنجليزية: Highbury)‏ بسبب وقوعه في منطقة هايبري، شمال لندن واشتهر بـ موطن كرة القدم.